# Confrontos entre Flamengo e Internacional no futebol
Os confrontos entre Flamengo e Internacional é uma rivalidade interestadual entre a equipe de Porto Alegre (RS), Internacional e da equipe do Rio de Janeiro (RJ), Flamengo.

## História
O primeiro confronto entre as duas equipes ocorreu em 1937, em uma partida amistosa realizada no Estádio dos Eucaliptos, em Porto Alegre. A partida acabou em um empate por 2–2, com gols de Pirillo e Salvador para o colorado, e pelo rubro-negro Novo e Cosso. A partir daí foram 108 duelos entre os gaúchos e os cariocas, com retrospecto equilibrado: 39 vitórias do Inter, 37 vitórias do Fla e 33 empates. Os clubes tiveram 6 confrontos em mata matas ao longo de suas histórias, com os cariocas levando a melhor em 4 oportunidades contra 2 dos gaúchos 

### Confrontos históricos
O principal duelo entre os dois clubes foi na decisão da controversa Copa União, em 1987. O primeiro jogo, no Beira-Rio, terminou em empate, mas o Rubro-Negro venceu no Maracanã por 1–0 e levantou a taça, antes de toda a polêmica envolvendo o Sport. Cinco anos antes, em 1982, também pelo Brasileirão, o Fla levou a melhor sobre o Inter por 3 a 2, eliminou o rival e se classificou para as oitavas de final da competição.O Internacional também esteve no caminho do Flamengo em outra conquista histórica do clube, a Libertadores de 2019. As equipes se enfrentaram nas quartas de final, com o mesmo resultado: vitória e classificação do Mengo. Bruno Henrique (com dois gols no jogo de ida) e Gabigol (marcando no jogo de volta) marcaram os gols do clube na disputa. Lindoso diminuiu para os gaúchos. Em 1993, também na Libertadores, os times se enfrentaram na fase de grupos, com um empate e uma vitória do Rubro-Negro. Já em 1999, o Colorado ficou com a melhor na Seletiva para a Libertadores, se classificando para as quartas de final do torneio. Já na Copa do Brasil, foram três confrontos, com duas classificações do Flamengo e uma do Internacional. Em 1996, o Inter até venceu no Beira-Rio, por 3–2, mas tomou 3–1 fora de casa e terminou eliminado. Em 1997, o confronto em Porto Alegre terminou empatado em 1–1 e o Fla saiu com a vaga após vencer por 1–0 no Maracanã. Em 2009, foi a vez do Colorado eliminar o Rubro-Negro. Na ida, empate em 0–0 no Maracanã. Na volta, Taison e Andrezinho, em um gol inesquecível de falta aos 44 minutos do segundo tempo, marcaram para o time gaúcho e despacharam os cariocas no Beira-Rio por 2–1.
Em 2021, pelo Campeonato Brasileiro Série A, a equipe colorada sofreu uma derrota por 2-1 para a equipe rubro-negra no Beira-Rio com gols de Gabi e Andreas Pereira (Taison diminuiu para o Inter em sua segunda passagem pelo clube)

## Estatísticas
| Número de jogos                  | 109 |
| Vitórias do Internacional        | 39  |
| Empates                          | 33  |
| Vitórias do Flamengo             | 38  |
| Gols marcados pelo Internacional | 155 |
| Gols marcados pelo Flamengo      | 141 |
| Total de gols                    | 296 |

## Jogadores em comum

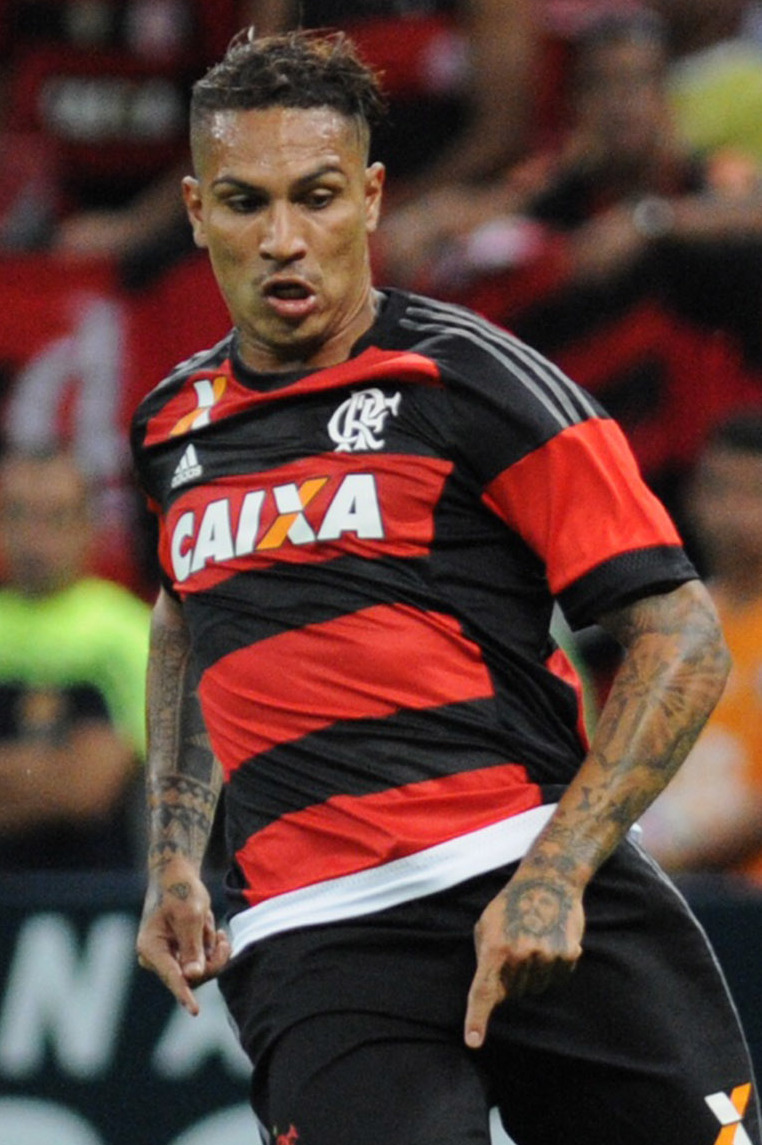
Guerrero

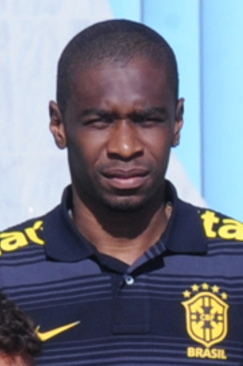
Juan

Jogadores célebres com passagens tanto pelo Flamengo, quanto pelo Internacional:
- Rodinei
- Clemer
- Guerrero
- Paulo César Carpegiani
- Alecsandro
- Leandro Ávila
- Juan
- Marcelo Cirino
- Dadá Maravilha
- Andrezinho
- Fabiano Eller
- Gamarra
- Pirillo

## Partidas decisivas
Em finais
- Em 1987, o Flamengo conquistou a Copa União ao vencer o Internacional.

Em competições da CBF
- Em 1982, o Flamengo eliminou o Internacional na segunda fase do Campeonato Brasileiro.
- Em 1996, o Flamengo eliminou o Internacional nas quartas de final da Copa do Brasil.
- Em 1997, o Flamengo eliminou o Internacional nas quartas de final da Copa do Brasil.
- Em 2009, o Internacional eliminou o Flamengo nas quartas de final da Copa do Brasil.

Em competições da Conmebol
- Em 2003, o Internacional eliminou o Flamengo na primeira fase da Copa Sul-Americana.
- Em 2019, o Flamengo eliminou o Internacional nas quartas de final da Copa Libertadores da América.